# Гурник (Ленчна)
«Гурник» (Ленчна) (пол. Górnik Łęczna) — професіональний польський футбольний клуб з міста Ленчна.

## Колишні назви
- 20.09.1979: ГКС Гурник Ленчна (пол. GKS [Górniczy Klub Sportowy] Górnik Łęczna)
- 01.01.2007: ГКС Гурник Ленчна СА (пол. GKS Górnik Łęczna SA [Spółka Akcyjna])
- 18.02.2011: ГКС Богданка СА (пол. GKS Bogdanka SA)
- 23.07.2013: Гурник Ленчна (пол. Górnik Łęczna)

## Історія
20 вересня 1979 року був організований футбольний клуб, який отримав назву «„ГКС Гурник“ Ленчна».
У 1980 році команда стартувала у найнижній польській лізі, і до 1984 року піднеслася на чотири рівні. У 1988 році наступило чергове підвищення у класі до ІІ ліги, але клуб не втримався у ній, по сезоні вилетівши з неї. У 1996 році повернувся до ІІ ліги. У 2003 році команда дебютувала в І лізі.
У лютому 2007 року після отримання матеріалів, які були надані УБОЗом районної прокуратури у Вроцлаві, що проводило розслідування корупційного скандалу у польському футболі, дисциплінарний відділ ПЗПН ініціював дисциплінарне покарання стосовно шести польської футбольних клубів, у тому числі «Гурника» Ленчна, і 29 березня 2007 року призупинив діяльність клубу протягом місяця. Рішенням дисциплінарного відділу ПЗПН від 12 квітня 2007 року за уставлення результатів 20 ігор від сезону 2007/08 «Гурник» Ленчна мав бути понижений у класі «на дві ліги», заплатити штраф і наступний сезон почати з −10 очками. У квітні 2007 року Апеляційний рада скасувала рішення Польського футбольного союзу про призупинення діяльності клубу і присудження поразки у невідбутому через те матчі з Віслою Плоцьк. У червні 2007 року Федеральний суд розглянув апеляцію футбольного клубу, зберіг при цьому винесене дисциплінарним відділом рішення про деградацію на дві класи, при одночасному зниженні фінансових штрафів (від 270 тисяч до 70 тисяч злотих) і очок (до мінус шість очок на старті нового сезону).
У сезоні 2007/08 клуб зайняв перше місце у ІІІ лізі і повернувся до другої ліги, яка стала називатися І ліга. У лютому 2011 року назва клубу була змінена на честь спонсора шахту Богданка, але вже влітку 2013 року команді було повернуто історичну назву.
2014 року команда зайняла друге місце в Перші лізі і повернулась до елітного польського дивізіону. З 2018 року виступає в другій лізі.

## Титули та досягнення
- Чемпіонат Польщі:
  - 7 місце (1): 2005
- Кубок Польщі:
  - чвертьфіналіст (1): 2001
- Кубок Ліги Польщі:
  - півфіналіст (1): 2007

## Основний склад
Станом на 24 червня 2022
| №  | Поз. | Нац.     | Гравець                                                |
| -- | ---- | -------- | ------------------------------------------------------ |
| 2  | ЗХ   | Польща   | Томаш Мідзерський                                      |
| 3  | ЗХ   | Бразилія | Леандру                                                |
| 5  | ЗХ   | Польща   | Каміл Пайновський                                      |
| 6  | ПЗ   | Польща   | Януш Голь                                              |
| 8  | ПЗ   | Польща   | Шимон Древняк                                          |
| 12 | ВР   | Польща   | Томаш Возняк                                           |
| 13 | ПЗ   | Польща   | Марцел Вендриховський (орендований у «Погоні» (Щецин)) |
| 16 | ЗХ   | Польща   | Міхал Кроль (орендований у «Мотора» (Люблін))          |
| 17 | ПЗ   | Польща   | Лукаш Шрамовський                                      |
| 18 | НП   | Польща   | Бартош Спячка                                          |
| 19 | НП   | Польща   | Пшемислав Банашак                                      |
| 20 | ЗХ   | Польща   | Бартош Риманяк                                         |
| 21 | ЗХ   | Польща   | Криспін Щесняк (орендований у «Погоні» (Щецин))        |
| 22 | ПЗ   | Україна  | Сергій Крикун                                          |

| №  | Поз. | Нац.     | Гравець                  |
| -- | ---- | -------- | ------------------------ |
| 23 | ПЗ   | Польща   | Бартоломей Калінковський |
| 24 | ПЗ   | Польща   | Міхал Голінський         |
| 27 | ПЗ   | Польща   | Міхал Мак                |
| 29 | ЗХ   | Польща   | Даніель Дзивнель         |
| 30 | ВР   | Польща   | Якуб Новачек             |
| 32 | ЗХ   | Іспанія  | Хонатан де Амо           |
| 33 | ВР   | Польща   | Мацей Гостомський        |
| 35 | ЗХ   | Бразилія | Жерсон                   |
| 44 | ВР   | Польща   | Адріан Костжевський      |
| 49 | ЗХ   | Іспанія  | Рубен Лобато             |
| 77 | ПЗ   | Польща   | Дам'ян Гашка             |
| 88 | ПЗ   | Іспанія  | Алекс Серрано            |
| 93 | ПЗ   | Польща   | Давид Ткач               |